# Plugin (informatica)

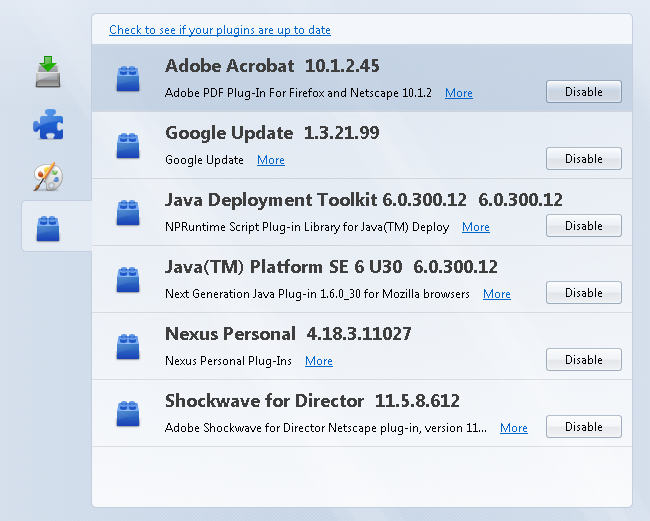
Screenshot di plugin sul browser Mozilla

Il plugin (in italiano componente aggiuntivo) in campo informatico è un programma non autonomo che interagisce con un altro programma per ampliarne o estenderne le funzionalità originarie (ad es. un plugin per un software di grafica permette l'utilizzo di nuove funzioni non presenti nel software principale): possono essere utilizzati non solo su software, ma anche su qualunque cosa che possa essere visitata da chiunque, quindi pubblica (ad es. i videogiochi online).

## Descrizione
A seconda dei programmi e delle piattaforme software, i plugin vengono chiamati con sinonimi diversi:
- add-in[2]
- add-on[3]
- estensione[4] (ad es. l'architettura ad estensioni dei web browser Google Chrome e Mozilla Firefox).

La capacità di un software di supportare i plugin è generalmente un'ottima caratteristica, perché rende possibile l'ampliamento e la personalizzazione delle sue funzioni da parte di terzi, in maniera comoda e veloce. Ciò favorisce da un lato la minore obsolescenza del software e dall'altro la maggior diffusione, tanto più sono numerosi e funzionali i plugin scritti per uno specifico programma o secondo uno standard specifico: ne è un esempio il successo commerciale dei software di produzione audio di Steinberg, legato alla larga diffusione dei plugin musicali in standard VST. Per facilitare il compito agli sviluppatori di terze parti che intendono realizzare dei plugin, l'azienda produttrice del software o ideatrice dello standard distribuisce - spesso gratuitamente - dei sistemi detti Kit di Sviluppo Software (Software Development Kit o SDK), che racchiudono funzionalità, esempi e documentazione per lo sviluppatore.